# Letnie Igrzyska Olimpijskie 1960
XVII Letnie Igrzyska Olimpijskie (oficjalnie Igrzyska XVII Olimpiady) odbyły się w 1960 roku w Rzymie we Włoszech. Trwały od 25 sierpnia do 11 września. W igrzyskach wystartowało 5338 uczestników z 83 krajów.
Igrzyska Olimpijskie w Rzymie miały się odbyć już w 1908, jednak z powodu erupcji wulkanu zostały przeniesione do Londynu.
Tym razem w walce o organizację igrzysk Rzym pokonał Lozannę, Detroit, Budapeszt, Brukselę, Meksyk i Tokio. Po raz pierwszy olimpijskie zmagania sportowców były szeroko transmitowane przez stacje telewizyjne, zarówno w Europie, jak i w Stanach Zjednoczonych. Z okazji igrzysk zbudowano Stadion Olimpijski (miejsce ceremonii otwarcia i zamknięcia imprezy oraz arena rywalizacji w konkurencjach lekkoatletycznych) oraz Pałac Sportów, natomiast wiele historycznych budowli zostało odrestaurowanych, stając się miejscem zmagań sportowców.

## Państwa uczestniczące

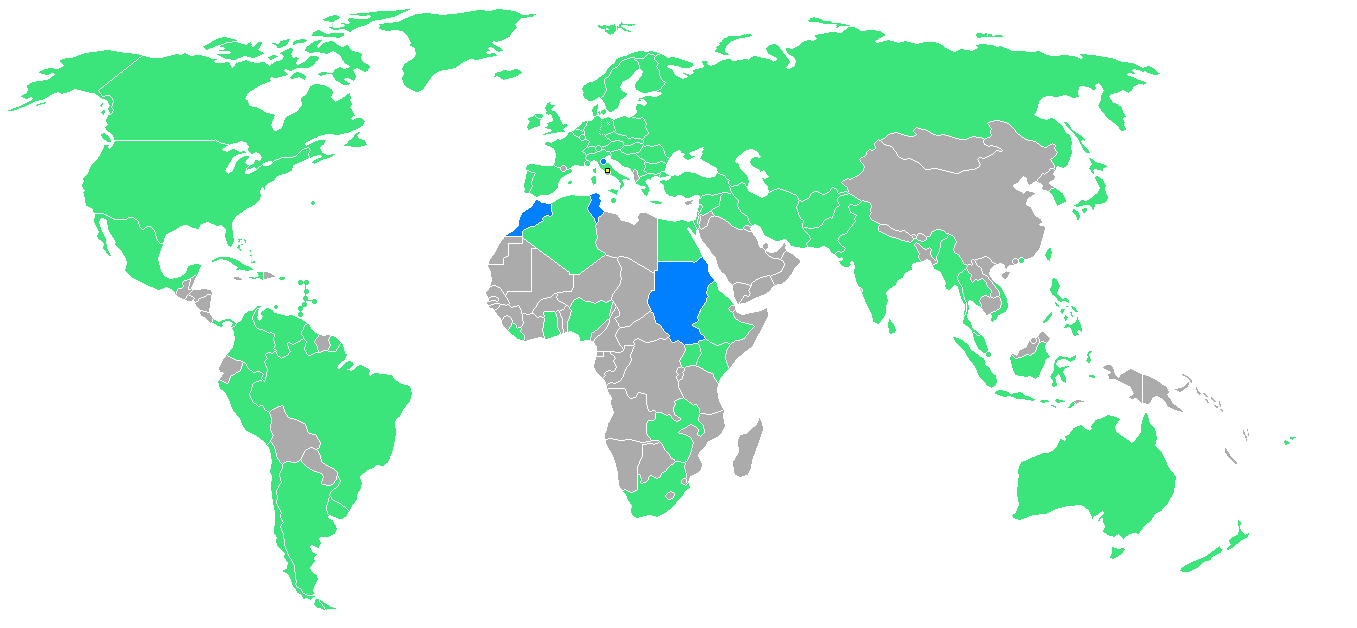
Państwa uczestniczące

| - Afganistan - Antyle Holenderskie - Argentyna - Australia - Austria - Bahamy - Belgia - Bermudy - Birma - Brazylia - Bułgaria - Cejlon - Chile - Czechosłowacja - Dania - Etiopia - Federacja Indii Zachodnich - Fidżi - Filipiny - Finlandia - Francja - Ghana - Grecja - Gujana Brytyjska - Haiti - Hiszpania - Holandia - Hongkong | - Indie - Indonezja - Irak - Iran - Irlandia - Islandia - Izrael - Japonia - Jugosławia - Kanada - Kenia - Kolumbia - Korea Południowa - Kuba - Liban - Liberia - Liechtenstein - Luksemburg - Federacja Malajska - Maroko - Malta - Meksyk - Monako - Niemcy - Nigeria - Norwegia - Nowa Zelandia - Pakistan | - Panama - Peru - Polska - Portoryko - Portugalia - Republika Chińska - Rodezja - Związek Południowej Afryki - Rumunia - San Marino - Singapur - Stany Zjednoczone - Sudan - Surinam - Szwajcaria - Szwecja - Tajlandia - Tunezja - Turcja - Uganda - Urugwaj - Wenezuela - Węgry - Wielka Brytania - Wietnam Południowy - Włochy - Zjednoczona Republika Arabska - ZSRR |

Na Igrzyskach w Rzymie pojawiło się 4 debiutantów: Maroko, San Marino, Sudan i Tunezja.

## Wyniki
| - boks - gimnastyka - hokej na trawie - jeździectwo - kajakarstwo - kolarstwo - koszykówka - lekkoatletyka - pięciobój nowoczesny - piłka nożna |  | - piłka wodna - pływanie - podnoszenie ciężarów - skoki do wody - strzelectwo - szermierka - wioślarstwo - zapasy - żeglarstwo |

## Statystyka medalowa
| Klasyfikacja medalowa              |                   |       |        |      |       |
| Lp.                                | Państwo           | złoto | srebro | brąz | razem |
| 1                                  | ZSRR              | 43    | 29     | 31   | 103   |
| 2                                  | Stany Zjednoczone | 34    | 21     | 16   | 71    |
| 3                                  | Włochy            | 13    | 10     | 13   | 36    |
| 4                                  | Niemcy            | 12    | 19     | 11   | 42    |
| 5                                  | Australia         | 8     | 8      | 6    | 22    |
| 6                                  | Turcja            | 7     | 2      | 0    | 9     |
| 7                                  | Węgry             | 6     | 8      | 7    | 21    |
| 8                                  | Japonia           | 4     | 7      | 7    | 18    |
| 9                                  | Polska            | 4     | 6      | 11   | 21    |
| 10                                 | Czechosłowacja    | 3     | 2      | 3    | 8     |
| Zobacz pełną klasyfikację medalową |                   |       |        |      |       |

## Medale zdobyte przez Polaków

### Złote
- Kazimierz Paździor – boks – waga lekka
- Zdzisław Krzyszkowiak – lekkoatletyka – bieg na 3000 m z przeszkodami
- Józef Szmidt – trójskok
- Ireneusz Paliński – podnoszenie ciężarów – waga półciężka

### Srebrne
- Elżbieta Krzesińska – skok w dal
- Jerzy Adamski – boks – waga piórkowa
- Tadeusz Walasek – boks – waga średnia
- Zbigniew Pietrzykowski – boks – waga półciężka
- Jarosława Jóźwiakowska – skok wzwyż
- Ryszard Zub, Wojciech Zabłocki, Marian Kuszewski, Emil Ochyra, Jerzy Pawłowski, Andrzej Piątkowski – szermierka – szabla drużynowo

### Brązowe
- Brunon Bendig – boks – waga kogucia
- Leszek Drogosz – boks – waga półśrednia
- Marian Kasprzyk – boks – waga lekkośrednia
- Daniela Walkowiak – kajakarstwo – jedynki kobiet na 500 m
- Stefan Kapłaniak, Władysław Zieliński – kajakarstwo, dwójka 1000 m
- Tadeusz Rut – rzut młotem
- Teresa Ciepły, Halina Górecka, Barbara Janiszewska, Celina Jesionowska – sztafeta 4x100 m
- Kazimierz Zimny – bieg na 5000 m
- Jan Bochenek – podnoszenie ciężarów – waga półciężka
- Teodor Kocerka – wioślarstwo – jedynki
- Tadeusz Trojanowski – zapasy – styl wolny - waga kogucia